# Nowoczesne Budownictwo Inżynieryjne
Nowoczesne Budownictwo Inżynieryjne (NBI) – polskie czasopismo branżowe poświęcone tematyce budownictwa inżynieryjnego, ukazujące się od 2005 roku jako dwumiesięcznik. Posiada numer ISSN 1734-6681. Funkcję redaktora naczelnego pełni Mariusz Karpiński-Rzepa.

## Historia
Pierwsze wydanie czasopisma koncentrowało się na zagadnieniach związanych z technologiami bezwykopowymi. Od drugiego numeru zakres tematyczny został rozszerzony na szeroko rozumiane budownictwo inżynieryjne.
W toku rozwoju tytułu kilkakrotnie modyfikowano szatę graficzną oraz układ publikacji. W styczniu 2024 roku przeprowadzono rebranding winiety czasopisma, dostosowując jego identyfikację wizualną do stylistyki powiązanego portalu internetowego nbi.com.pl.
Do połowy 2025 roku opublikowano 120 numerów czasopisma.
Czasopismo nie znajduje się obecnie na liście czasopism punktowanych Ministerstwa Edukacji i Nauki, jednak w przeszłości otrzymywało od 1 do 5 punktów.

## Profil i tematyka
Czasopismo obejmuje tematykę z zakresu budownictwa drogowego, mostowego, tunelowego, kolejowego, hydrotechniki, geotechniki, inżynierii środowiska, a także technologii bezwykopowych.
Publikuje artykuły naukowe i techniczne, analizy rynkowe, komentarze ekspertów, opisy inwestycji, przeglądy technologiczne i legislacyjne, wywiady branżowe, raporty oraz relacje z wydarzeń. Wybrane artykuły poddawane są recenzji naukowej.

## Rada naukowa
Za poziom merytoryczny publikowanych treści odpowiada Rada Naukowa, w skład której wchodzą przedstawiciele polskich i zagranicznych uczelni oraz instytutów badawczych. W ramach współpracy międzynarodowej publikowane są również artykuły autorów z takich krajów jak Stany Zjednoczone, Niemcy, Japonia, Czechy i Tajwan.

### W skład Rady Naukowej wchodzą:
- prof. dr hab. inż. Jerzy Lis (AGH) – Przewodniczący Rady Naukowej
- Samuel Ariaratnam (Arizona State University, USA)
- prof. dr hab. inż. Jan Biliszczuk (PWr)
- prof. dr hab. inż. Marek Cała (AGH)
- dr hab. Lidia Dąbek, prof. PŚk
- prof. dr hab. inż. Józef Dubiński
- prof. dr hab. inż. Józef Dziopak (PRz)
- prof. dr hab. inż. Kazimierz Flaga (PK)
- prof. dr hab. inż. Kazimierz Furtak (PK)
- prof. dr hab. inż. Andrzej Gonet (AGH)
- prof. dr hab. inż. Kazimierz Gwizdała (PG)
- prof. dr hab. inż. Zbigniew Kledyński (PW)
- prof. dr hab. inż. Wiesław Kozioł
- dr hab. inż. Emilia Kuliczkowska, prof. PŚk
- prof. dr hab. inż. Andrzej Kuliczkowski (PŚk)
- Tetsuya Kusuda, Ph.D. (Kyushu University, Japonia)
- prof. dr hab. inż. Maciej Mazurkiewicz (AGH)
- prof. dr hab. inż. Piotr Noakowski (TU Dortmund)
- Andrzej S. Nowak, Ph.D. (Auburn University, USA)
- prof. dr hab. inż. Krystian Probierz (PŚ)
- prof. dr hab. inż. Leszek Rafalski (Rada Główna Instytutów Badawczych)
- dr hab. inż. Barbara Rymsza
- prof. dr hab. inż. Marek Salamak (PŚ)
- prof. dr hab. inż. Jakub Siemek (AGH)
- prof. dr hab. inż. Tomasz Siwowski (PRz)
- prof. dr hab. inż. Tadeusz Słomka (AGH)
- prof. Keh-Jian (Albert) Shou (NCHU, Tajwan)
- prof. dr hab. inż. Stanisław Stryczek (AGH) †
- prof. dr hab. inż. Andrzej Szarata (PK),
- prof. dr hab. inż. Antoni Tajduś (AGH)
- prof. dr hab. inż. Adam Wysokowski (UZ)

## Partnerzy merytoryczni i branżowi
Czasopismo współpracuje z uczelniami wyższymi, instytutami badawczymi oraz organizacjami branżowymi. Do partnerów branżowych i merytorycznych należą między innymi:
- Akademia Górniczo-Hutnicza
- Politechnika Krakowska
- Politechnika Świętokrzyska
- Instytut Badawczy Dróg i Mostów
- Polski Kongres Drogowy
- Polski Związek Pracodawców Budownictwa
- Polska Fundacja Technik Bezwykopowych
- Ogólnopolska Izba Gospodarcza Drogownictwa
- Stowarzyszenie Inżynierów i Techników Komunikacji RP Oddział w Krakowie
- Związek Mostowców
- Polski Komitet Geotechniki
- Podkomitet Budownictwa Podziemnego Polski Komitet Geotechniki
- Stowarzyszenie Klaster Technologii Informacyjnych w Budownictwie

## Patronat medialny
Czasopismo obejmuje patronatem medialnym wydarzenia branżowe o charakterze krajowym i międzynarodowym, w tym konferencje, seminaria, targi i szkolenia techniczne. Współpracuje z organizatorami poprzez wsparcie informacyjne i publikację materiałów promocyjnych lub relacyjnych.
Do wydarzeń objętych patronatem należą między innymi:
- Konferencja Technologie Bezwykopowe NO-DIG Poland
- Szkoła Górnictwa Odkrywkowego
- Konferencja Mosty, Przepusty i Przejścia dla Zwierząt
- Wrocławskie Dni Mostowe
- Targi Kolejowe TRAKO
- Konferencja Technicznej Kontroli Zapór TKZ
- Targi WO-KAN

- Konferencja Dni Betonu
- Konferencja Naukowo-Techniczna Nowoczesne technologie i systemy zarządzania w transporcie szynowym[9]

## Portal internetowy
Czasopismu towarzyszy portal internetowy NBI.com.pl, który zawiera aktualności branżowe, komentarze ekspertów, wywiady, raporty, listę autorów, materiały filmowe, galerie zdjęć oraz zapowiedzi wydarzeń. Na portalu dostępne są również archiwalne wydania czasopisma Nowoczesne Budownictwo Inżynieryjne (NBI).